# Jean-Victor Castor

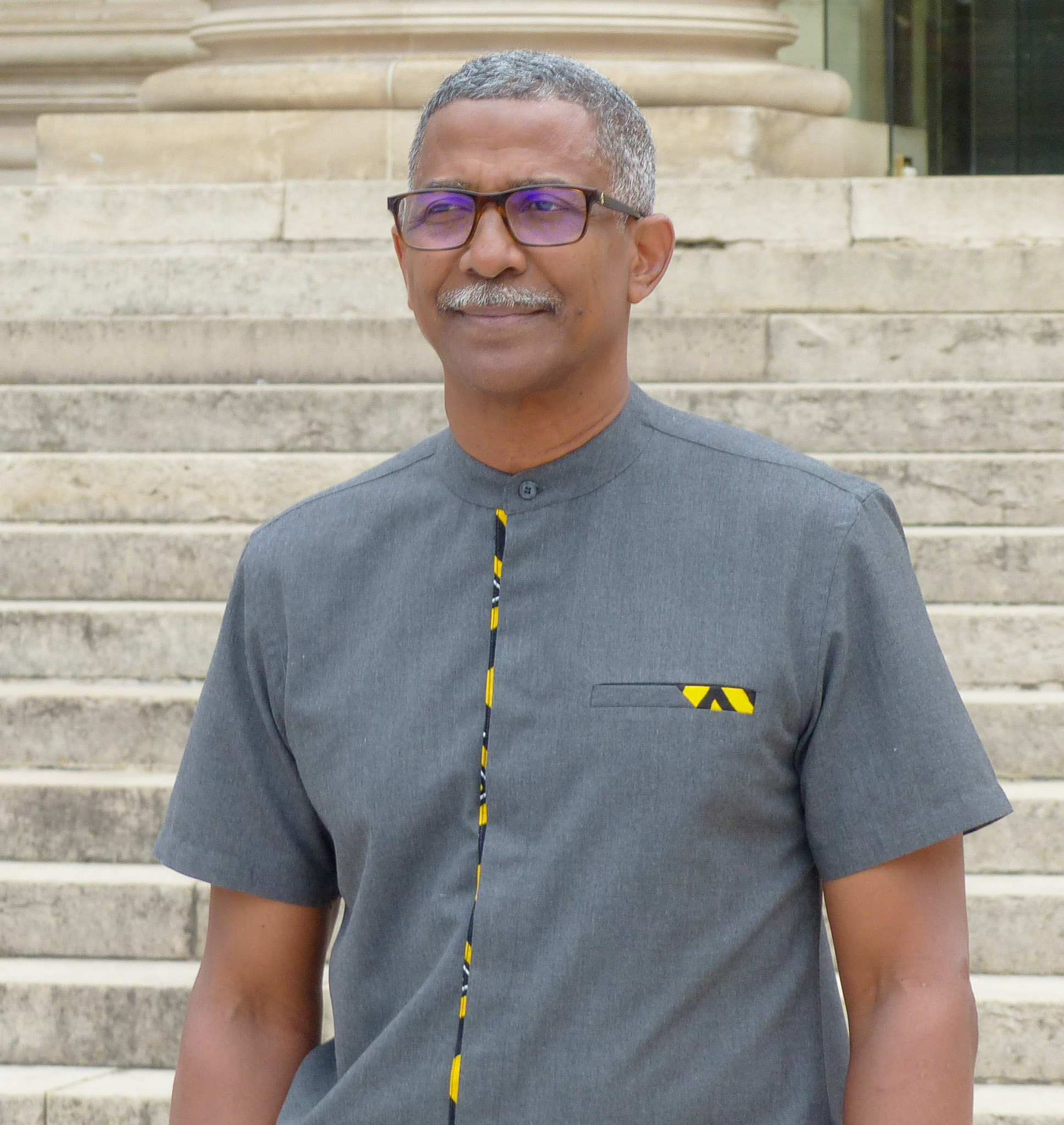
Jean-Victor Castor, 2024

Jean-Victor Castor (* 21. April 1962 in Sinnamary, Französisch-Guyana) ist ein Politiker aus Französisch-Guyana. Seit 2022 vertritt er das Überseegebiet in der Französischen Nationalversammlung.

## Leben

### Herkunft und frühe Laufbahn
Das siebte von acht Kindern ging in Französisch-Guyana auf ein Gymnasium und engagierte sich bereits mit 16 Jahren in der Schülerbewegung. Später ging er in das französische Mutterland, um dort Chemie zu studieren. Nach seiner Rückkehr in sein Heimatland 1985 war er dort an der Gründung des Mouvement de Décolonisation et d’Émancipation Sociale beteiligt, dem er bis heute angehört. Des Weiteren engagierte er sich in der Union des Travailleurs Guyanais. Er arbeitete beim Energiekonzern EDF, wo er während eines großen Streiks gewerkschaftlichen Repressionen ausgesetzt war und schließlich entlassen wurde. Nach einem weiteren Aufenthalt in Frankreich kehrte er erneut nach Guyana zurück und beteiligte sich seitdem an verschiedenen sozialen und gewerkschaftlichen Kämpfen.

### Regionalpolitiker
Zwischen 1998 und 2004 war er Mitglied in einem Regionalparlament. Außerdem nahm er an Verhandlungen über ein Autonomiestatut Guyanas teil. 2012 wurde er Generalsekretär seiner Partei MDES und war weiter als Kommunalpolitiker tätig.

### Kandidatur für die Nationalversammlung
Bei der Parlamentswahl in Frankreich 2022 war Castor Kandidat im ersten Wahlkreis in Französisch-Guyana. Er setzte sich dabei im zweiten Wahlgang mit 56,53 % gegen den Kandidaten Yvane Goua durch, der von La France Insoumise unterstützt wurde. In der Nationalversammlung sitzt Castor gemeinsam mit seinem guyanischen Kollegen Davy Rimane in der Fraktion Gauche démocrate et républicaine. Bei den Parlamentswahlen 2024 konnte er seinen Stimmanteil nochmal steigern. Bereits im ersten Wahlgang erhielt er 62,78 %, im zweiten siegte er dann mit 76,11 %.

## Positionen
In einem Interview vor seiner Wahl nannte Castor die aus seiner Sicht wichtigsten Themen für Französisch-Guyana: Der Besitz von Grund und Boden, die Autonomie sowie die Jugend. Es müsse in einen Dialog und Arbeitsprozess mit der indigenen Bevölkerung getreten werden, um den Grundbesitz neu zu verhandeln. Außerdem müssten Entscheidungen lokal getroffen werden, damit sich die Menschen stärker am Entscheidungsfindungsprozess beteiligen könnten. Eine weitere Herausforderung sei es, neue Perspektiven in den Bereichen Wohnen und Wohnungsbau, Rückkehr in die Heimat, Gesundheit, Infrastruktur und Bildung zu eröffnen, um junge Menschen zu unterstützen. Castor versprach, im Falle seiner Wahl eine klare und beständige Haltung einzunehmen und dabei stets in Kontakt mit der Bevölkerung und seiner Heimat bleiben sowie guyanische Interessen in Frankreich und Europa zu verteidigen.
Castor wehrte sich am 18. Mai 2025 in einem offenen Brief an François Bayrou in der französischen Nationalversammlung gegen zuvor veröffentlichte  Pläne, eine neue Strafkolonie in Französisch-Guayana zu errichten und verurteilte dies als eine „veächtliche koloniale und autoritäre Tradion“.